# John Sedgwick
John Sedgwick (Cornwall, 13 settembre 1813 – Spotsylvania, 9 maggio 1864) è stato un insegnante e generale statunitense dell'Union Army durante la guerra di secessione americana.
Morì durante la guerra di secessione a causa di un tiratore scelto che lo colpì durante la battaglia di Spotsylvania Court House.

## Biografia
Sedgwick nacque nelle Litchfield Hills, in una città di nome Cornwall (Connecticut). Prese il nome del nonno, John Sedgwick (fratello di Theodore Sedgwick), generale della guerra d'indipendenza americana che prestò servizio con George Washington. Frequentò la Sharon Academy per due anni e la Cheshire Academy nel 1830-31. Dopo aver insegnato per due anni, frequentò la United States Military Academy laureandosi nel 1837, e divenne sottotenente dell'artiglieria dell'esercito. Combatté le guerre Seminole ricevendo due promozioni durante la guerra messico-statunitense, a capitano per Contreras e Churubusco, ed a maggiore per Chapultepec. Dopo essere ritornato dal Messico si trasferì alla cavalleria prestando servizio in Kansas, nella guerra dello Utah e nelle guerre indiane, partecipando nel 1857 alla spedizione punitiva contro i Cheyenne.
Nell'estate e nella primavera del 1860 Sedgwick comandò una spedizione tesa a costruire una nuova fortezza sul fiume Platte nell'odierno Colorado. Si trattava di un luogo remoto non collegato alla ferrovia, e quindi tutti i rifornimenti dovevano esser trasportati con navi, carri o a cavallo. Anche se molti di questi rifornimenti non giungevano a destinazione, Sedgwick riuscì ad erigiere confortevoli edifici in pietra prima dell'arrivo dell'inverno.

### Guerra di secessione
Allo scoppio della guerra civile, Sedgwick fu colonnello ed assistente ispettore generale del dipartimento della guerra di Washington. Si perse il primo scontro della guerra nella prima battaglia di Bull Run, essendo in fase di guarigione dal colera. Promosso a generale di brigata il 31 agosto 1861, comandò la 2ª brigata della divisione del maggior generale Samuel P. Heintzelman nell'armata del Potomac, prima di passare al comando della propria divisione, la 2° del II Corpo per la campagna Peninsulare. In Virginia combatté a Yorktown e Seven Pines e fu ferito al braccio ed alla gamba nella battaglia di Glendale. Fu promosso maggior generale il 4 luglio 1862.

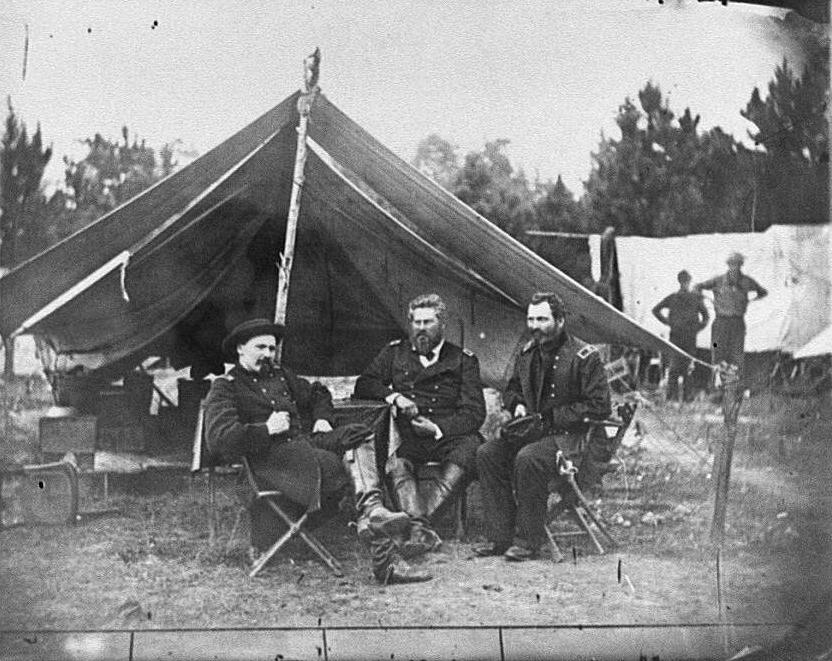
Il generale Sedgwick (seduto a destra) con i colonnelli Albert V. Colburn e Delos B. Sackett a Harrison's Landing (Virginia) durante la Campagna Peninsulare, 1862

Nella battaglia di Antietam, il comandante del II Corpo maggior generale Edwin Vose Sumner mandò la divisione di Sedgwick in un assalto di massa senza adeguata ricognizione. La sua divisione fu attaccata dai Confederati di Thomas J. "Stonewall" Jackson su tre lati e messa in rotta con la metà degli uomini che aveva all'inizio. Lo stesso Sedgwick fu colpito da tre proiettili, al polso, alla gamba ed alla spalla, e fu messo fuori combattimento fino alla battaglia di Fredericksburg.
A partire dal 26 dicembre 1862 guidò per breve tempo il II ed il IX Corpo, prima di prendersiin carico il VI Corpo dell'Armata del Potomac, che comandò fino alla morte avvenuta nel 1864. Durante la battaglia di Chancellorsville i suoi uomini affrontarono Fredericksburg mentre gli altri quattro corpi del maggior generale Joseph Hooker attaccavano il fianco sinistro di Robert Edward Lee. Fu lento ad entrare in azione, ma alla fine attraversò il fiume Rappahannock ed attaccò i pochi uomini del maggior generale Jubal Early su Marye's Heights. Mentre si spostava lentamente ad ovest per unirsi ad Hooker ed intrappolare Lee tra i due eserciti, fu fermato dal II Corpo di Lee (comandato dal maggior generale James Ewell Brown Stuart dopo il ferimento di Jackson) nella battaglia di Salem Church, venendo obbligato a ritirarsi fino al Rappahannock.

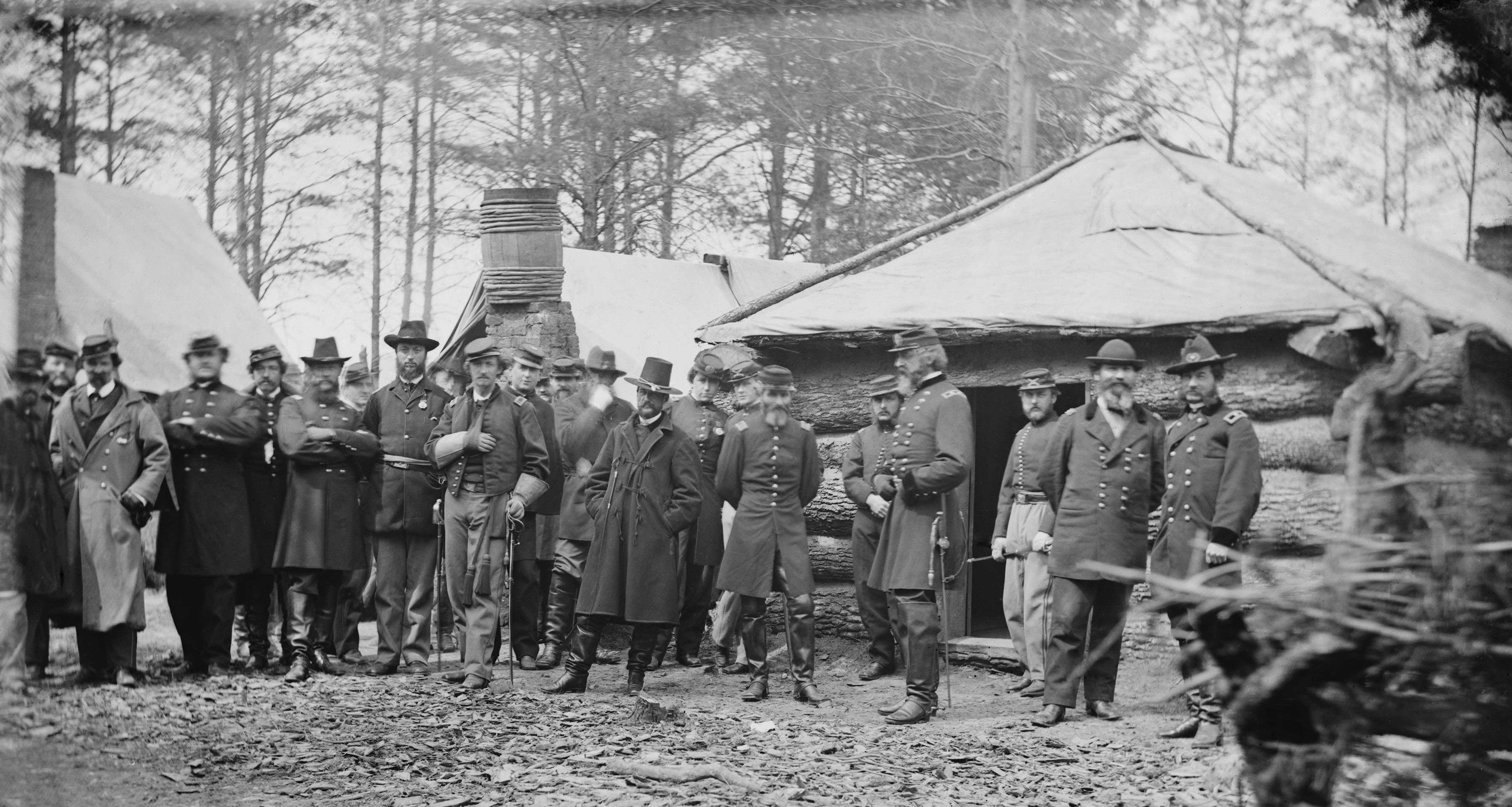
Quartieri generali dell'artiglieria a cavallo a Brandy Station (Virginia), febbraio 1864. Sedgwick e a destra in piedi tra i generali George G. Meade e Alfred Torbert

Alla battaglia di Gettysburg i suoi uomini giunsero solo il 2 luglio, e quindi solo pochi di loro riuscirono a partecipare ai contrattacchi dell'Unione a Wheatfield. Nella campagna terrestre del 1864 il VI Corpo su a fianco dell'Unione nella battaglia del Wilderness e difese gli assalti del II Corpo del tenente generale Richard Stoddert Ewell.

### Morte
Sedgwick morì all'inizio della battaglia di Spotsylvania Court House, il 9 maggio 1864. I suoi uomini stavano probabilmente scontrandosi con il fianco sinistro dei Confederati ed egli stava organizzando il posizionamento dell'artiglieria. I cecchini confederati si trovavano a circa 900 metri ed i loro colpi obbligarono gli ufficiali dell'Unione a gettarsi a terra per coprirsi. Sedgwick era in campo aperto e si dice che abbia detto: "Cosa? Gli uomini si buttano in questo modo per semplici proiettili? Cosa faranno quando apriranno il fuoco su tutta la linea?". Nonostante la critica gli uomini continuarono a ritirarsi ed egli ripeté: "Mi vergogno di voi, scappare in questo modo. Non saprebbero colpire un elefante a questa distanza". Pochi secondi dopo cadde in avanti colpito da un proiettile sotto l'occhio sinistro.
Sedgwick fu il caduto di grado più alto dell'Unione nella guerra civile. Anche se James B. McPherson era al comando di un esercito nello stesso periodo, Sedgwick era il più anziano di tutti i maggior generali uccisi. Dopo aver saputo della sua morte, il tenente generale Ulysses Simpson Grant, sbalordito dalla notizia, chiese ripetutamente: "È morto veramente?"

## Retaggio
La reputazione di Sedgwick era quella di un generale solido, affidabile ma relativamente non aggressivo. Era amato dai suoi soldati, i quali lo chiamano affettuosamente "Zio John". La sua morte provocò un dolore generale; anche Robert E. espresse tristezza per il destino che aveva colpito un vecchio amico. George G. Meade pianse quando seppe la notizia. Ulysses S. Grant considerava Sedgwick come uno che "non si sbagliava mai quando andava fatto del lavoro duro", e disse al suo staff che la sua perdita era peggio di quella di un'intera divisione.
John Sedgwick è sepolto presso il cimitero di Cornwall Hollow, sua cittadina natale, in Connecticut. Una statua equestre onora lui ed il VI Corpo al Gettysburg National Military Park.
C'è un monumento del generale Sedgwick a West Point.
Le seguenti cose prendono il nome da lui:
- Sedgwick (Arkansas)[8]
- Sedgwick (Colorado)[9]
- Contea di Sedgwick (Colorado)
- Sedgwick (Kansas)[10]
- Contea di Sedgwick (Kansas)[11]

Nel film del 1990 intitolato Balla coi lupi, il tenente John Dunbar (Kevin Costner) abita in una fortezza chiamata Fort Sedgwick, forse dedicata a lui. La fortezza del film potrebbe essere stata ispirata a Fort Sedgwick costruito in Kansas nel 1860.
Farley, suo quartier generale durante la battaglia di Brandy Station, è stata nominata nel National Register of Historic Places nel 1976.